# Edward Foley (1747-1803)
Edward Foley (16 mars 1747 - 22 juin 1803) est le deuxième fils de Thomas Foley (1er baron Foley, 1716-1777).

## Biographie

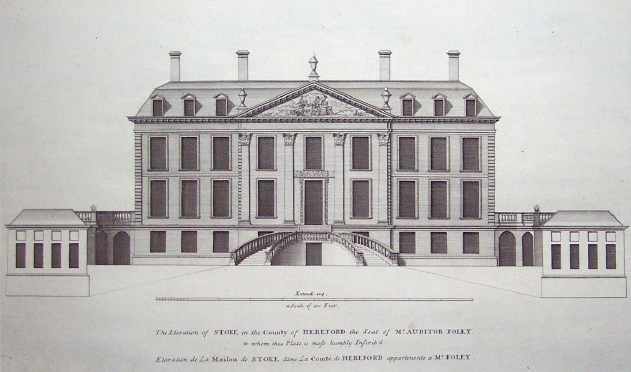
Stoke Edith

À l'instar de son frère, il profite de la grande richesse de la famille. Le testament de son père lui lègue le domaine de Stoke Edith, dans le Herefordshire ainsi que le Great Malvern et des biens achetés à Lord Montfort, mais le limite à une rente viagère, le solde des revenus étant affecté au paiement de ses dettes.
Il épouse Lady Anne Coventry (fille de George Coventry (6e comte de Coventry)) sans enfants avant la dissolution du mariage par une loi du Parlement de 1786. En 1790, il épouse ensuite sa lointaine cousine Eliza Maria Foley Hodgetts, avec qui il a ses fils, Edward Thomas Foley (en) et John Hodgetts-Foley. Elle est l'héritière du domaine de Prestwood, anciennement propriété de Philip Foley (en). Lors de leur mariage, ils décident que le domaine Stoke Edith irait à leur fils aîné et le domaine Prestwood à leur deuxième.
Edward Foley siège comme député de Droitwich d'avril 1768 à mai 1774 ; puis pour le Worcestershire jusqu'à sa mort.